# Joseph Heintz le Jeune
 (février 2025).
La mise en forme du texte ne suit pas les recommandations de Wikipédia : il faut le « wikifier ».
Les points d'amélioration suivants sont les cas les plus fréquents. Le détail des points à revoir est peut-être précisé sur la page de discussion.
- Les titres sont pré-formatés par le logiciel. Ils ne sont ni en capitales, ni en gras.
- Le texte ne doit pas être écrit en capitales (les noms de famille non plus), ni en gras, ni en italique, ni en « petit »…
- Le gras n'est utilisé que pour surligner le titre de l'article dans l'introduction, une seule fois.
- L'italique est rarement utilisé : mots en langue étrangère, titres d'œuvres, noms de bateaux, etc.
- Les citations ne sont pas en italique mais en corps de texte normal. Elles sont entourées par des guillemets français : « et ».
- Les listes à puces sont à éviter, des paragraphes rédigés étant largement préférés. Les tableaux sont à réserver à la présentation de données structurées (résultats, etc.).
- Les appels de note de bas de page (petits chiffres en exposant, introduits par l'outil «  Source ») sont à placer entre la fin de phrase et le point final[comme ça].
- Les liens internes (vers d'autres articles de Wikipédia) sont à choisir avec parcimonie. Créez des liens vers des articles approfondissant le sujet. Les termes génériques sans rapport avec le sujet sont à éviter, ainsi que les répétitions de liens vers un même terme.
- Les liens externes sont à placer uniquement dans une section « Liens externes », à la fin de l'article. Ces liens sont à choisir avec parcimonie suivant les règles définies. Si un lien sert de source à l'article, son insertion dans le texte est à faire par les notes de bas de page.
- La présentation des références doit suivre les conventions bibliographiques. Il est recommandé d'utiliser les modèles {{Ouvrage}}, {{Chapitre}}, {{Article}}, {{Lien web}} et/ou {{Bibliographie}}. Le mode d'édition visuel peut mettre en forme automatiquement les références.
- Insérer une infobox (cadre d'informations à droite) n'est pas obligatoire pour parachever la mise en page.

Pour une aide détaillée, merci de consulter Aide:Wikification.
Si vous pensez que ces points ont été résolus, vous pouvez retirer ce bandeau et améliorer la mise en forme d'un autre article.
 (février 2025).
Si vous disposez d'ouvrages ou d'articles de référence ou si vous connaissez des sites web de qualité traitant du thème abordé ici, merci de compléter l'article en donnant les références utiles à sa vérifiabilité et en les liant à la section « Notes et références ».
Joseph Heintz le jeune, né à Augsbourg en Allemagne aux environs de 1600 et mort en 1678 à Venise, est un peintre suisse ayant exercé pour l'essentiel à Venise.   

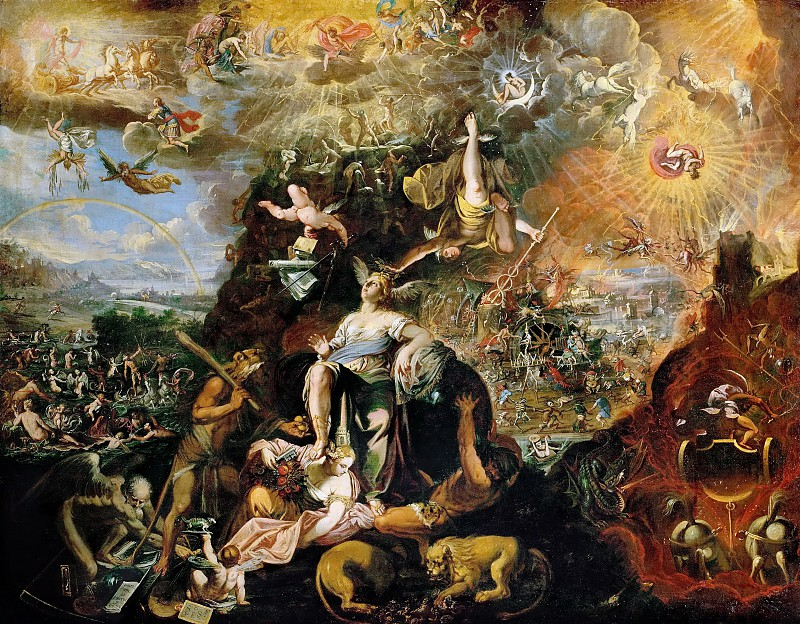
Allégorie, par Heintz le Jeune. Musée d'histoire de l'art, Vienne.

## Biographie

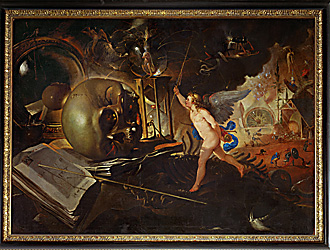
Le Triomphe de l'Amour, Pinacothèque de Brera, Milan.

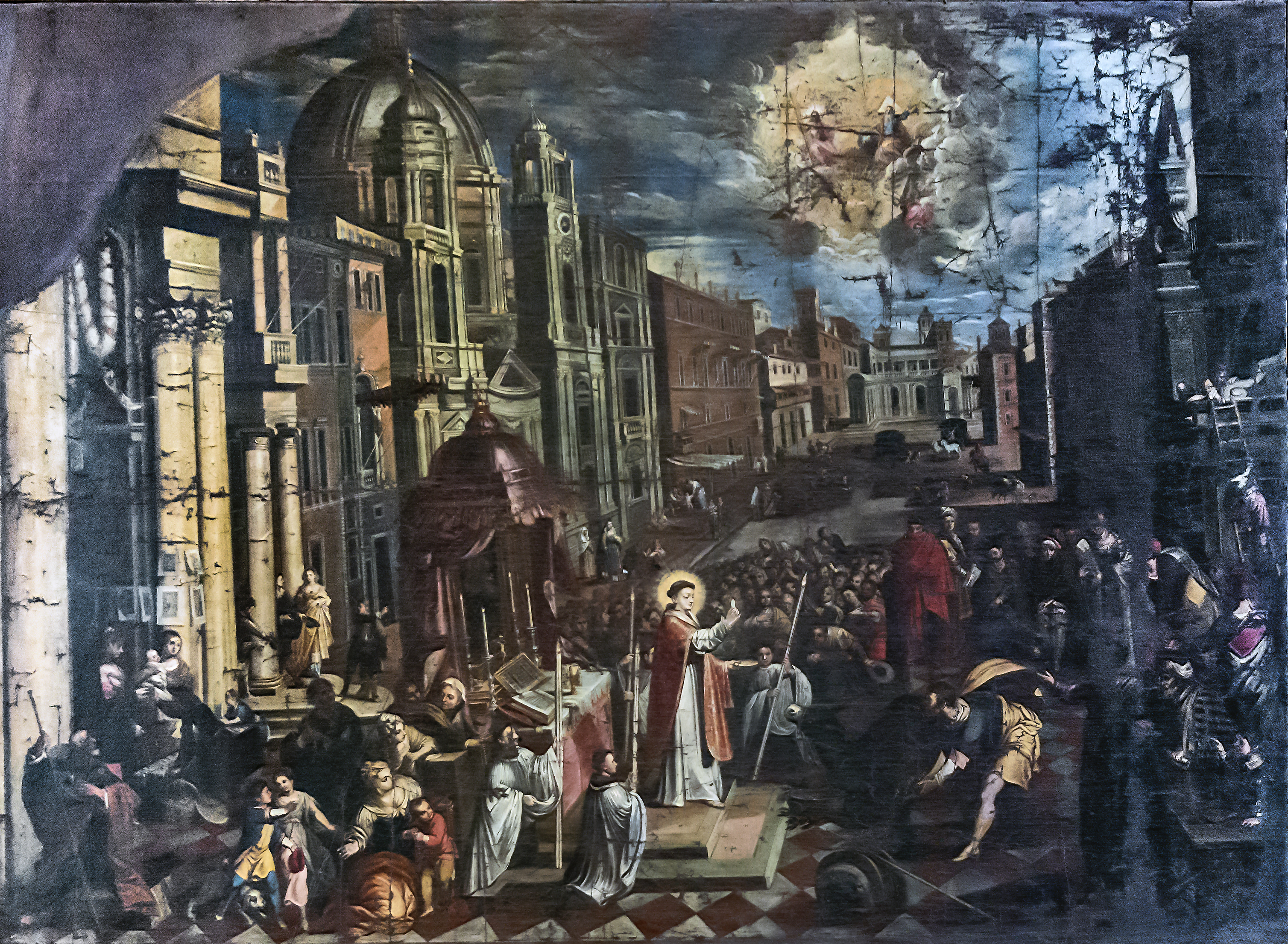
Le miracle de la mule de Saint Antoine de Padoue Basilique Saints-Jean-et-Paul (Venise)

Joseph Heintz le jeune est le fils de Joseph Heintz l'Ancien. En 1617, il est répertorié comme employé dans l'atelier de Matthäus Gundelach, qui, lui-même, avait été l'élève de son père, décédé prématurément en 1609. Probablement, avant de partir en Italie, il fréquenta également l'atelier de Matthias Kager (1621), miniaturiste réputé et ancien élève de Hans Rottenhammer à Venise (Bushart 1968). En 1625, le jeune homme était déjà actif en Italie, à Venise et à Rome, où il exécuta quelques tableaux « capricciosissimi », où des concerts de monstres partagent la scène avec des héros classiques ou mythologiques.
Les décors reprennent des motifs répandus dans les gravures de Jérôme Bosch et de Pieter Bruegel l'Ancien, certains monstres dérivent en revanche de matrices callottiennes. Deux exemples typiques de cette production sont l' Orphée aux Enfers de la Galerie des Offices et la Vanité ou le Triomphe de l'Amour de la Pinacothèque de Brera. 
En 1632, il séjourne à Venise comme en témoigne le retable votif de l'église de San Fantin. De 1634 à 1639, il est inscrit à la guilde des peintres. 
Entre 1648 et 1649, il peint l'Entrée du Patriarche Frédéric Corner à San Pietro di Castello, la Chasse au Taureau à Campo San Polo et la Fresque dans le Bateau (Musée Correr, Venise). 
Le 30 novembre 1655, il est appelé, avec Nicolas Régnier, pour estimer la collection de Giovanni Pietro Tiraboschi (Savini Branca 1964). En 1663, le comte Czernin, plénipotentiaire de l'empereur Léopold Ier, lui commanda quelques travaux.
Joseph Heintz le jeune a eu une fille, Regina, qui était une excellente copieuse de ses tableaux. Il meurt à Venise en septembre 1678.

## Oeuvres
- Remise du bâton de commandement à un général de Marine, attribution, Lugano, Lycée diocésain ;
- Mariage de la mer, attribution, Lugano, Lycée diocésain ;
- Le Triomphe de l'Amour, Milan, Pinacothèque de Brera ;
- Orphée aux Enfers, Florence, Galerie des Offices.
- Fête de Bucintoro, huile sur toile, 143 x 216 cm, Palerme, Galerie régionale de Sicile
- La Translation de la Sainte Maison de Lorette, entre 1649 et 1660, dimensions et lieu indéterminé.
- Saint Antoine de Padoue et le miracle de la mule, église Santi Giovanni e Paolo à Venise
- Différentes vedute cérémonielles réalisées à Venise